# Ciao Ràgaz
Ciao Ràgaz è un album del cantante italiano Andrea Mingardi, pubblicato nel 2000.

## L'album
Questo album, oltre a riproporre alcuni dei brani del cantautore bolognese in versione riarrangiata, contiene alcuni pezzi inediti (come Socc'mel, Bulàggna l'è cambiè e Benéssum!) che ripercorrono, con la consueta ironia, il filone della canzone dialettale bolognese caro a Mingardi.
Diverse canzoni sono eseguite con la partecipazione straordinaria di cantanti ed artisti di fama, tutti conterranei di Mingardi, da lui coinvolti in questa testimonianza dello spirito emiliano e bolognese in particolare.

## Tracce
1. Gig (con Luca Carboni)
2. Fat mandèr da to mama a tór dal lat (con Gianni Morandi)
3. Socc'mel
4. A io' vèst un Marziàn (con Lucio Dalla)
5. La fîra ed San Lâzer (con Francesco Guccini)
6. Benéssum!
7. TV (con Samuele Bersani)
8. Dal tajadèl (con Paolo Belli e Gianni Fantoni)
9. Cara Uga
10. Bulàggna l'è cambiè (con Gaetano Curreri)
11. Gisto e Cesira
12. Ubaldo
13. Ho sposato una femmina francese (con Paolo Mengoli)
14. Il conte Ugolino (con Ivano Marescotti)
15. Lùnapop opinion (con i Lùnapop)

## Formazione
- Andrea Mingardi – voce
- Gianni Salvatori – programmazione
- Camilla Missio – basso
- Pier Foschi – batteria
- Andrea Morelli – chitarra
- Maurizio Tirelli – tastiera, programmazione, pianoforte, sintetizzatore
- Emanuela Cortesi – cori